# Elías (filósofo)
Elías (griego antiguo Ἠλίας) fue un filósofo neoplatónico griego del s. VI d. C. al que conocemos como comentarista de Aristóteles y Porfirio. 

## Vida
Todo lo que se conoce de la vida de Elías procede de especulaciones acerca de su propio trabajo, o en ocasiones, de pasajes atribuidos a él con mayor o menor seguridad. Del paralelo que existe entre algunos de sus textos y pasajes de Olimpiodoro, se infiere que Elías fue discípulo de éste, y que por tanto vivió y se educó en Alejandría a finales del s. VI d. C. A pesar de que Olimpiodoro era un filósofo pagano, el nombre de Elías sugiere que era cristiano.

## Obras
De sus obras han sobrevivido :
1. Un comentario a la Isagoge de Porfirio.
2. Fragmentos de un comentario de los Analitica Priora de Aristóteles
Consta que escribió un comentario sobre el De Interpretatione de Aristóteles.